# Еміль-Гегле Свендсен
Еміль Гегле Свеннсен (норв. Emil Hegle Svendsen; нар. 2 липня 1985 Тронгейм) — норвезький біатлоніст, чотириразовий олімпійський чемпіон, багаторазовий чемпіон світу, переможець і срібний призер Олімпіади 2010 у Ванкувері, володар Великого кришталевого глобуса Кубку світу з біатлону сезону 2009/10.

## Виступи на міжнародних змаганнях

### Олімпійські ігри
| Змагання      | Індив. | Спринт | Перес. | Масстарт | Естаф. |
| ------------- | ------ | ------ | ------ | -------- | ------ |
| Турин 2006    |        |        |        | 6        |        |
| Ванкувер 2010 | 1      | 2      | 8      | 13       | 1      |

### Чемпіонати світу
| Змагання             | Індив. | Спринт | Перес. | Масстарт | Естаф. | Зм. ест. |
| -------------------- | ------ | ------ | ------ | -------- | ------ | -------- |
| Антерсельва 2007     |        | 7      | 5      |          |        | 3        |
| Естерсунд 2008       | 1      | 12     | 12     | 1        | 2      |          |
| Пхенчхан 2009        | DNS    |        |        | 12       | 1      |          |
| Ханти-Мансійськ 2011 | 4      | 5      | 2      | 1        | 1      |          |
| Рупольдінг 2012      | 8      | 2      | 5      | 18       | 1      | 1        |
| Нове-Место 2013      |        | 1      | 1      | 3        | 1      | 1        |

### Кубок світу
| Сезон     | Загальний залік | Спринт | Перес. | Мас. | Індив. |
| --------- | --------------- | ------ | ------ | ---- | ------ |
| 2005/2006 | 22              | 21     | 32     | 7    | -      |
| 2006/2007 | 17              | 14     | 12     | 18   | -      |
| 2007/2008 | 3               | 3      | 6      | 5    | 2      |
| 2008/2009 | 3               | 3      | 2      | 7    | 14     |
| 2009/2010 | 1               | 1      | 8      | 2    | 3      |
| 2010/2011 | 2               | 2      | 3      | 1    | 1      |
| 2011/2012 | 2               | 2      | 2      | 2    | 3      |

## Перемоги на етапах Кубка світу
| №пп | Дата            | Місце проведення     | Дисципліна                  | Стрільба | Час      | Змагання                     |
| --- | --------------- | -------------------- | --------------------------- | -------- | -------- | ---------------------------- |
| 1   | 13 грудня 2007  | Поклюка              | 20км Індивідуальна          | 0+0+0+0  | 51:58.1  | Кубок світу з біатлону       |
| 2   | 14 лютого 2008  | Естерсунд            | 20км Індивідуальна          | 0+1+0+0  | 51:51.9  | Чемпіонат світу з біатлону   |
| 3   | 17 лютого 2008  | Естерсунд            | 15км Масстарт               | 1+0+0+0  | 36:12.64 | Чемпіонат світу з біатлону   |
| 4   | 27 лютого 2008  | Пхьончхан            | 10км Спринт                 | 1+0      | 25:57.4  | Кубок світу з біатлону       |
| 5   | 8 березня 2008  | Ханти-Мансійськ      | 12,5км Гонка переслідування | 0+2+0+0  | 35:50.48 | Кубок світу з біатлону       |
| 6   | 13 березня 2008 | Гольменколлен        | 10км Спринт                 | 0+0      | 25:19.9  | Кубок світу з біатлону       |
| 7   | 6 грудня 2008   | Естерсунд            | 10км Спринт                 | 0+1      | 25:42.3  | Кубок світу з біатлону       |
| 8   | 12 грудня 2008  | Гохфільцен           | 10км Спринт                 | 0+0      | 26:08.1  | Кубок світу з біатлону       |
| 9   | 13 грудня 2008  | Гохфільцен           | 12,5км Гонка переслідування | 1+0+1+1  | 35:46.32 | Кубок світу з біатлону       |
| 10  | 23 січня 2009   | Анхольц-Антерсельва  | 10км Спринт                 | 0+0      | 24:52.5  | Кубок світу з біатлону       |
| 11  | 28 березня 2009 | Ханти-Мансійськ      | 12,5км Гонка переслідування | 0+0+1+1  | 33:03.3  | Кубок світу з біатлону       |
| 12  | 3 грудня 2009   | Естерсунд            | 20км Індивідуальна          | 0+1+0+0  | 52:43.7  | Кубок світу з біатлону       |
| 13  | 12 грудня 2009  | Гохфільцен           | 12,5км Гонка переслідування | 0+0+0+1  | 34:36.73 | Кубок світу з біатлону       |
| 14  | 14 січня 2010   | Рупольдінг           | 10км Спринт                 | 0+0      | 23:27.5  | Кубок світу з біатлону       |
| 15  | 16 січня 2010   | Рупольдінг           | 15км Масстарт               | 0+0+0+0  | 39:19.56 | Кубок світу з біатлону       |
| 16  | 18 лютого 2010  | Ванкувер             | 20км Індивідуальна          | 0+0+0+1  | 48:22.5  | Зимові Олімпійські ігри      |
| 17  | 2 грудня 2010   | Естерсунд            | 20км Індивідуальна          | 0+1+0+1  | 55:07.7  | Кубок світу з біатлону       |
| 18  | 4 грудня 2010   | Естерсунд            | 10км Спринт                 | 1+0      | 25:01.9  | Кубок світу з біатлону       |
| 19  | 12 січня 2011   | Рупольдінг           | 20км Індивідуальна          | 0+0+0+1  | 50:39.4  | Кубок світу з біатлону       |
| 20  | 10 лютого 2011  | Форт-Кент            | 10км Спринт                 | 0+1      | 24:51.4  | Кубок світу з біатлону       |
| 21  | 12 лютого 2011  | Форт-Кент            | 12,5км Гонка переслідування | 0+0+0+1  | 35:46.0  | Кубок світу з біатлону       |
| 22  | 12 березня 2011 | Ханти-Мансійськ      | 15км Масстарт               | 0+0+0+1  | 38:42.7  | Чемпіонат світу з біатлону   |
| 23  | 19 березня 2011 | Гольменколлен        | 12,5км Гонка переслідування | 0+2+1+0  | 32:59.2  | Кубок світу з біатлону       |
| 24  | 20 березня 2011 | Гольменколлен        | 15км Масстарт               | 0+1+1+0  | 39:07.6  | Кубок світу з біатлону       |
| 25  | 10 грудня 2011  | Гохфільцен           | 12,5км Гонка переслідування | 1+0+1+0  | 33:09.0  | Кубок світу з біатлону       |
| 26  | 14 січня 2012   | Нове Место-на-Мораві | 10км Спринт                 | 0+1      | 27:13.1  | Кубок світу з біатлону       |
| 27  | 5 лютого 2012   | Голменколлен         | 15км Масстарт               | 0+1+1+0  | 40:44.1  | Кубок світу з біатлону       |
| 28  | 18 березня 2012 | Ханти-Мансійськ      | 15км Масстарт               | 0+1+0+1  | 43:15.7  | Кубок світу з біатлону       |
| 29  | 15 грудня 2012  | Поклюка              | 12,5км Гонка переслідування | 0+0+0+1  | 32:49.2  | Кубок світу з біатлону       |
| 30  | 9 лютого 2013   | Нове Место-на-Мораві | 10км Спринт                 | 0+1      | 23:25.1  | Чемпіонат світу з біатлону   |
| 31  | 10 лютого 2013  | Нове Место-на-Мораві | 12,5км Гонка переслідування | 0+0+0+1  | 32:35.5  | Чемпіонат світу з біатлону   |
| 32  | 3 січня 2014    | Обергоф              | 10км Спринт                 | 2+0      | 26:44.3  | Кубок світу з біатлону       |
| 33  | 4 січня 2014    | Обергоф              | 12,5км Гонка переслідування | 1+0+0+0  | 34:47.7  | Кубок світу з біатлону       |
| 34  | 11 січня 2014   | Рупольдінг           | 20км Індивідуальна гонка    | 1+0+0+0  | 48:58.5  | Кубок світу з біатлону       |
| 35  | 12 січня 2014   | Рупольдінг           | 12,5км Гонка переслідування | 0+0+0+0  | 32:38.2  | Кубок світу з біатлону       |
| 36  | 18 лютого 2014  | Сочі                 | 15км Масстарт               | 0+0+0+0  | 42:29.1  | Зимові Олімпійські ігри 2014 |
| 37  | 2 грудня 2014   | Естерсунд            | 20км Індивідуальна гонка    | 0+0+0+0  | 53:25.6  | Кубок світу з біатлону       |